# بنینگتون (کانزاس)
بنینگتون (به انگلیسی: Bennington) شهری در ایالت کانزاس کشور ایالات متحده آمریکا است که جمعیت آن در سرشماری سال ۲۰۱۰ میلادی، ۶۷۲ نفر بوده‌است.